# Creation Research Society
La Creation Research Society  (CRS, que traducido sería la Sociedad de Investigación de la Creación) es un grupo de investigación cristiana que se dedica a la ciencia de la creación. La organización ha producido varias publicaciones, incluido un diario y un libro de texto de biología basado en la creación. Durante los primeros años de su existencia, diferentes visiones sobre el creacionismo y el desacuerdo sobre su declaración de creencias ha dado lugar a que varios miembros de la junta directiva y miembros votantes fueran expulsados de la organización.

## Historia

### Formación
Walter E. Lammerts formó la organización en la década de 1950 después de convertirse en cuestión de que la Afiliación Científica Americana estaba cayendo bajo la influencia de la evolución teísta. Originalmente fue nombrado el Comité Asesor de Investigación sobre la creación en febrero de 1963, y dirigida por Walter E. Lammerts y Wiliam J. Tinkle con la ayuda de Henry M. Morris. El comité se componía inicialmente de diez creacionistas : Lammerts , Tinkle , Morris , John W. Klotz , Frank Lewis Marsh , Edwin Y. Monsma , Duane Gish , Wilbert H. Rusch , John J. Grebe , y R. Laird Harris. El CRS se formó a finales de junio de 1963, con el comité asesor original será "comité de dirección" de la nueva sociedad, con Karl W. Linsenmann , David A. Warriner y John N. Moore unirse en ese momento . Casi al mismo tiempo, Morris contrató a Harold S. Slusher , Thomas G. Barnes , Willis L. Webb y posteriormente Clifford L. Burdlick . Por último , Paul A. Zimmerman unió . A finales de año se había expandido a aproximadamente cincuenta miembros. Los miembros con al menos una maestría o equivalente eran elegibles para ser miembros votantes.

### Las primeras purgas
El crecimiento inicial de la organización permitió a Lammerts el purgar los miembros del comité que estaban insuficientemente activos u heterodoxos. Se eliminaron cuatro miembros del comité: Monsma y Webb por inactividad, Harris por oponerse a una creación literal de seis días, y Warriner después de perder su puesto en la universidad y lo que sugiere que la sociedad lo contratara como promotor pagado. Estos miembros fueron reemplazados por George F. Howe, Bolton Davidheiser y H. Douglas Dean. Dean y Davidheiser lo dejaron después de sólo dos años, Dean a causa de sus opiniones poco ortodoxas sobre la evolución, y Davidheiser porque era incapaz de trabajar con los Adventistas del Séptimo Día en el comité. Marsh, un adventista, salió casi al mismo tiempo porque él interpreta las reuniones de fin de semana de la sociedad como una afrenta religiosa.
A finales de 1964, la sociedad había crecido lo suficiente que Lammerts decidió purgar la sociedad de creacionistas de la Vieja Tierra, Gap y Día Edad:

Estoy decidido a conseguir que nuestra organización asuma claramente el compromiso del concepto de no sólo la creación, sino de la geología de la inundación y de la tierra joven que más tarde será difícil desviarse de estos compromisos.

En 1967, Lammerts dispuso Morris para sucederlo como presidente de la junta, con el fin de asegurar la fidelidad continua a la geología de la inundación. Historian of creationism Ronald L. Numbers establece que la Sociedad "adquirió una reputación bien merecida por la bienvenida a geólogos sólo comprometidos con la Geología de la inundación."

### Proyecto de libro de texto
En respuesta al énfasis inspirado en el Sputnik y en la educación científica, la resultante fue el Biological Sciences Curriculum Study libros de texto (que hace hincapié en la evolución de la primera vez), los creacionistas en la década de 1960 estaban buscando un libro de texto ortodoxo y puesta al día de la biología creacionista. El CRS respondió con Biología: En busca de la Orden en la Complejidad, publicado en 1970 por la editorial cristiana Zondervan, que fue un éxito relativo, la venta de su primera tirada de 10 000 ejemplares, y de ser aprobado por una serie de comités de libros de texto de diferentes estados, pero siendo adoptado por algunas escuelas públicas y después de que una escuela de Indiana intentara hacer uso exclusivo de la misma, un tribunal del estado prohibió su uso(en Hendren v. Campbell) afirmando:

La pregunta es si un texto obviamente diseñada para presentar sólo la visión del creacionismo bíblico en una luz favorable es constitucionalmente aceptable en las escuelas públicas de Indiana. Doscientos años de gobierno constitucional exige que la respuesta sea no.

## Creencias y propósito declarado
La declaración de fe era un tema de discusión entre los 10 fundadores durante su formación, con disputas típicas acerca de la redacción, y poco consenso más allá de mantener a cualquier persona de apoyo de evolución. Existe la preocupación de si la Geología de la inundación sería capaz de explicar toda la evidencia geológica y si la creación en seis días literales incluyó la creación del universo.

## Creencias y principios declarados[6]
La CRS aprobó la siguiente declaración de la creencia, obligatorio para todos los miembros:
1. La Biblia es la Palabra escrita de Dios, y porque está inspirada, todas sus afirmaciones son histórica y científicamente verdaderas en los autógrafos originales (N. del T.: al ser redactado por Él, Dios). Para el estudioso de la naturaleza, esto significa que el relato de los orígenes en el Génesis es una presentación de simples verdades históricas, de tal como fue.
2. Todos los tipos básicos de los seres vivos, incluido el hombre, fueron hechos por actos creativos directos de Dios durante la Semana de la Creación descrita en el Génesis. Cualquiera de los cambios biológicos que se han producido desde Semana de la Creación se han conseguido solo por los cambios en los tipos creados originalmente.
3. El gran diluvio descrito en Génesis, comúnmente conocido como el Diluvio de Noé, fue un acontecimiento histórico en todo el mundo en toda su extensión y efecto.
4. Somos una organización de hombres y mujeres cristianos de ciencia que aceptamos a Jesucristo como nuestro Señor y Salvador. El relato de la creación especial de Adan y Eva como un hombre y una mujer y su posterior caída en pecado es la base de nuestra creencia en la necesidad de un Salvador para toda la humanidad. Por tanto, la salvación sólo puede venir a través de aceptar a Jesucristo como nuestro Salvador.

Propósito declarado de la sociedad es la "publicación y la investigación que incide en la creación como una visión alternativa de los orígenes".
La declaración de fe de la CRS fue citada en la Corte Suprema de los Estados Unidos bajo el mandato de Edwards v Aguillard. Su mandato de que los miembros afirman que el origen de la historia descrita en el Génesis fue un hecho establecido fue citado por la Justicia Lewis F. Powell, Jr. como evidencia de que había un objetivo sectario fundamentalista en el campo de la ciencia de la creación y en el de Louisiana 1981 ley de Tratamiento Equilibrado, una ley que requiere la instrucción de la ciencia de la creación en las escuelas públicas del estado donde se enseñaba la evolución científica. El juzgado dictaminó, "la intención de la Legislatura de Luisiana era promover una creencia religiosa particular" y por lo tanto la enseñanza del creacionismo era inconstitucional.

### Publicaciones
La publicación trimestral Creation Research Society Quarterly se ha publicado desde julio de 1964. El Creation Matters ( Asuntos Creación) que contienen artículos a nivel popular se ha publicado cada dos meses desde 1996. CRS también ha publicado una variedad de papeles especiales, monografías y libros. Publicaciones creacionistas han sido criticados por los científicos, como Massimo Pigliucci, como un "sin sentido" en su intento de mezclar la fe con los hechos empíricos. Glenn R. Morton es autor de más de 20 artículos publicados por CRS en un intento de "resolver problemas científicos" del creacionismo. Morton más tarde dejó el movimiento creacionista quejándose "La reacción a las imágenes, los datos sísmicos, la lógica me disgustó. Estaban más interesados en lo que sonaba que en los datos!".

### Laboratorio
El "Creation Research Society" mantiene un laboratorio de microscopía electrónica de trabajo (escaneo EM y transmisión EM) en el "Van Andel Creation Research Center" en Chino Valley (Arizona).  Recientemente Marcos Armitage y Kevin Anderson, del CRS publicaron sus descubrimientos de los tejidos blandos en un cuerno de Triceratops recogido en el Hell Creek Formation en Glendive (Montana).